# Love in Vain
Love in Vain (oryg. Love in Vain Blues) – bluesowa piosenka napisana i nagrana przez Roberta Johnsona w 1937 roku. Dzieło zostało opublikowane na singlu, w lutym 1939. Niedługo po wydaniu, utwór stał się bluesowym standardem.

## Melodia
Kompozycja „Love in Vain Blues” Johnsona wzorowana była na utworze 
„When the Sun Goes Down” Leroya Carra z 1935 roku.

## Odbiór piosenki
Na temat kompozycji wypowiedział się amerykański historyk muzyczny Elijah Wald, który jest także gitarzystą folk-bluesowym, uhonorowanym nagrodą Grammy.

Love In Vain jest niczym mniejszym aniżeli arcydzieło, ponieważ Johnson nadał mu taki kształt, by odpowiadał obecnym trendom. Dla właściwie nieznanego gitarzysty delta blues, który aspiruje do poziomu zaawansowania miejskiej gwiazdy bluesa jak Leroy Carr, nie było znakiem słabości, a odważnym skokiem wyobraźni

## Inne wersje
Utwór nagrany został między innymi przez akty takie jak:
- The Rolling Stones (Let It Bleed, Get Yer Ya-Ya's Out!)[5]
- Eric Clapton (Me and Mr. Johnson)[6]
- The Faces (Five Guys Walk into a Bar...)[7]

## Nawiązania do utworu
W roku 1970 grupa Erica Claptona, Derek and the Dominos nagrała piosenkę pod tytułem „Layla”, której tekst odnosi się do „Love in Vain Blues” Johnsona („...please don't say we'll never find a way, and tell me all my love's in vain”).